# 北海道道770号美里別本別停車場線
北海道道770号美里別本別停車場線（ほっかいどうどう770ごう びりべつほんべつていしゃじょうせん）は、北海道中川郡本別町を結ぶ一般道道である。

## 概要

### 路線データ
- 起点：北海道中川郡本別町美里別（北海道道88号本別留辺蘂線交点）
- 終点：北海道中川郡本別町北3丁目（道の駅ステラ★ほんべつ、旧北海道ちほく高原鉄道 本別駅跡）
- 総距離：17.4 km

## 歴史
- 1972年（昭和47年）3月31日 - 路線認定[1]。

## 路線状況

### 重複区間
本別町
- 弥生町 - 北3丁目（北海道道499号勇足本別停車場線）
- 北3丁目 - 北3丁目（北海道道658号本別本別停車場線）

## 地理

### 通過する自治体
- 十勝総合振興局
  - 中川郡本別町

### 主な接続道路
本別町
- 北海道道88号本別留辺蘂線 - 美里別（起点）
- 北海道道499号勇足本別停車場線 - 弥生町
- 国道242号 - 北3丁目
- 北海道道658号本別本別停車場線 - 北3丁目

### 道の駅
本別町
- 道の駅ステラ★ほんべつ（旧本別駅舎を活用） - 北3丁目

### 沿線にある施設など
本別町
- 本別温泉 - 西美里別20-27
- 北海道本別高等学校 - 弥生町49-2